# アミロスクラーゼ
アミロスクラーゼ(Amylosucrase、EC 2.4.1.4)は、以下の化学反応を触媒する酵素である。
スクロース + (1,4-α-D-グルコシル)n{\displaystyle \rightleftharpoons }D-フルクトース + (1,4-α-D-グルコシル)n+1
従って、この酵素の2つの基質はスクロースと(1,4-α-D-グルコシル)n、2つの生成物はD-フルクトースと(1,4-α-D-グルコシル)n+1である。
この酵素は、グリコシルトランスフェラーゼ、特にヘキソシルトランスフェラーゼに分類される。系統名は、スクロース:1,4-α-D-グルカン 4-α-D-グルコシルトランスフェラーゼである。その他よく用いられる名前に、sucrose-glucan glucosyltransferase、sucrose-1,4-alpha-glucan glucosyltransferase等がある。この酵素は、デンプンやスクロースの代謝に関与している。

## 構造
2007年末時点で、この酵素の10個の構造が解明されている。蛋白質構造データバンクのコードは、1G5A、1JG9、1JGI、1MVY、1MW0、1MW1、1MW2、1MW3、1S46及び1ZS2である。